# 哈特曼斯多夫 (格赖茨县)
哈特曼斯多夫（德語：Hartmannsdorf，發音：[ˈhaʁtmansˌdɔʁf] ⓘ）是德国图林根州格赖茨县曾经的一个市镇，面积3.41平方千米，2022年12月31日人口为339人。2023年1月1日，哈特曼斯多夫并入市镇巴特克斯特里茨。